# بریک‌تاون (اکلاهما سیتی)
بریک‌تاون (به انگلیسی: Bricktown) یک منطقهٔ مسکونی در ایالات متحده آمریکا است که در اکلاهما سیتی واقع شده‌است. این منطقه قبلاً یک منطقه انبار اصلی بود. جاذبه‌های اصلی منطقه عبارتند از پارک چیکاسا در بریک‌تاون، کانال قابل کشتیرانی بریک تاون، و سینمای ۱۶ صفحه‌نمایشی هارکینز.